# Takashi Fukunishi
Takashi Fukunishi (Ehime, 1. rujna 1976.) bivši je japanski nogometaš.

## Klupska karijera
Igrao je za Júbilo Iwata, FC Tokyo i Tokyo Verdy.

## Reprezentativna karijera
Za japansku reprezentaciju igrao je od 1999. do 2006. godine, te je za nju odigrao 64 utakmice postigavši 7 pogodaka.
S japanskom reprezentacijom, Takashi Fukunishi je igrao na dva svjetska prvenstva (2002. i 2006.) dok je 2004. s Japanom osvojio AFC Azijski kup.

## Statistika
| Japan  | Japan | Japan |
| Godina | Nas.  | Gol.  |
| ------ | ----- | ----- |
| 1999.  | 3     | 0     |
| 2000.  | 0     | 0     |
| 2001.  | 2     | 0     |
| 2002.  | 10    | 0     |
| 2003.  | 6     | 0     |
| 2004.  | 18    | 5     |
| 2005.  | 14    | 1     |
| 2006.  | 11    | 1     |
| Ukupno | 64    | 7     |

## Vanjske poveznice
- National Football Teams
- Japan National Football Team Database